# Кубок Бельгії з футболу 2006—2007
Кубок Бельгії з футболу 2006–2007 (нід. Beker van België) — 52-й розіграш кубкового футбольного турніру в Бельгії. Володарем кубку вдесяте став Брюгге.

## Календар
| Раунд           | Дата                         | Матчі | Клуби     |
| --------------- | ---------------------------- | ----- | --------- |
| Перший раунд    | 28-30 липня 2006             | 88    | 244 → 156 |
| Другий раунд    | 5-6 серпня 2006              | 44    | 156 → 112 |
| Третій раунд    | 12-13 серпня 2006            | 38    | 112 → 74  |
| Четвертий раунд | 19-23 серпня 2006            | 28    | 74 → 46   |
| П'ятий раунд    | 26-27 серпня 2006            | 14    | 46 → 32   |
| 1/16 фіналу     | 21-25 жовтня 2006            | 16    | 32 → 16   |
| 1/8 фіналу      | 13-14 січня 2007             | 8     | 16 → 8    |
| 1/4 фіналу      | 28 лютого/14 березня 2007    | 8     | 8 → 4     |
| 1/2 фіналу      | 17-18 квітня/8-9 травня 2007 | 4     | 4 → 2     |
| Фінал           | 26 травня 2007               | 1     | 2 → 1     |

## 1/16 фіналу
| Команда 1       | Рахунок      | Команда 2             |
| --------------- | ------------ | --------------------- |
| 21 жовтня 2006  |              |                       |
| Мускрон         | 2:0 дч       | Тюбіз (2)             |
| Шарлеруа        | 2:2 пен. 3:4 | КФК Гаме (2)          |
| Генк            | 3:2          | Жел (3)               |
| Лірс            | 2:1          | Беверен               |
| Антверпен (2)   | 4:1          | Локерен               |
| Андерлехт       | 5:1          | Дессел Спорт (2)      |
| Вестерло        | 1:0          | Волюве-Завентем (4)   |
| 22 жовтня 2006  |              |                       |
| Тінен (2)       | 1:2          | Гент                  |
| Дендер (2)      | 1:0          | Серкль (Брюгге)       |
| Руселаре        | 3:0          | Мол-Везель (4)        |
| Кортрейк (2)    | 3:1 дч       | Брюссель              |
| Капеллен (3)    | 1:1 пен. 2:3 | Сінт-Трейден          |
| Брюгге          | 2:0          | Уніон Сент-Жілуаз (2) |
| Зюлте-Варегем   | 7:0          | Лув'єрроз (3)         |
| Стандард (Льєж) | 6:1          | Ейпен (2)             |
| 25 жовтня 2006  |              |                       |
| Мехелен (2)     | 1:0 дч       | Жерміналь (Беєрсхот)  |

## 1/8 фіналу
| Команда 1       | Рахунок | Команда 2     |
| --------------- | ------- | ------------- |
| 13 січня 2007   |         |               |
| Лірс            | 1:4     | Антверпен (2) |
| Андерлехт       | 5:2     | Дендер (2)    |
| Стандард (Льєж) | 5:0     | КФК Гаме (2)  |
| Руселаре        | 2:3     | Гент          |
| Брюгге          | 1:0     | Вестерло      |
| Генк            | 1:0     | Мускрон       |
| 14 січня 2007   |         |               |
| Кортрейк (2)    | 4:2     | Сінт-Трейден  |
| Мехелен (2)     | 1:0     | Зюлте-Варегем |

## 1/4 фіналу
| Команда 1                 | Заг. | Команда 2       | 1-й матч | 2-й матч |
| ------------------------- | ---- | --------------- | -------- | -------- |
| 28 лютого/14 березня 2007 |      |                 |          |          |
| Гент                      | 3:1  | Мехелен (2)     | 2:1      | 1:0      |
| Брюгге                    | 3:2  | Кортрейк (2)    | 2:1      | 1:1      |
| Антверпен (2)             | 0:5  | Стандард (Льєж) | 0:1      | 0:4      |
| Генк                      | 0:7  | Андерлехт       | 0:1      | 0:6      |

## 1/2 фіналу
| Команда 1               | Заг.    | Команда 2       | 1-й матч | 2-й матч |
| ----------------------- | ------- | --------------- | -------- | -------- |
| 17 квітня/9 травня 2007 |         |                 |          |          |
| Андерлехт               | 1:3     | Стандард (Льєж) | 0:1      | 1:2      |
| 18 квітня/8 травня 2007 |         |                 |          |          |
| Гент                    | 3:3 (ч) | Брюгге          | 3:1      | 0:2      |

## Фінал
| 26 травня 2007 |

| Брюгге     | 1:0      | Стандард |
| ---------- | -------- | -------- |
| Ішіаку 17' | Протокол |          |

| Стадіон імені короля Бодуена, Брюссель Глядачів: 45 380 Арбітр: Петер Вервекен |